# Lies Hidden in My Garden
Lies Hidden in My Garden (tiếng Hàn: 마당이 있는 집) là một bộ phim truyền hình Hàn Quốc đang diễn ra với sự tham gia của Kim Tae-hee, Lim Ji-yeon, Kim Sung-oh, và Choi Jae-rim. Dựa trên cuốn tiểu thuyết cùng tên của Kim Jin-young, phim kể về hai người phụ nữ có cuộc sống hoàn toàn khác nhau. Đây là một bộ phim truyền hình gốc của Genie TV và có sẵn để phát trực tuyến trên nền tảng của nó cũng như trên Netflix, Amazon Prime Video, Hulu Japan, iQIYI và Viki ở các khu vực được chọn. Nó cũng được công chiếu trên ENA vào ngày 19 tháng 6 năm 2023 và phát sóng vào thứ Hai và thứ Ba hàng tuần lúc 22:00 (KST).

## Tóm tắt
Bộ phim kể về câu chuyện của một người phụ nữ tên Moon Joo-ran, người có cuộc sống được tạo dựng hoàn hảo nhưng bị xáo trộn bởi một mùi lạ ở sân sau nhà cô.

## Diễn viên

### Diễn viên chính
- Kim Tae-hee trong vai Moon Joo-ran: một bà nội trợ có cuộc sống đẹp như tranh vẽ trong một ngôi nhà hoàn hảo và là niềm ghen tị của mọi người xung quanh.[10][11]
- Lim Ji-yeon trong vai Chu Sang-eun: một phụ nữ mang thai là nạn nhân của bạo lực gia đình và mơ ước thoát khỏi thực tại đáng thương của mình.[5]
- Kim Sung-oh trong vai Park Jae-ho: Chồng của Joo-ran là một bác sĩ cầu toàn.[8]
- Choi Jae-rim trong vai Kim Yoon-beom: Chồng của Sang-eun làm nhân viên bán hàng tại một công ty dược phẩm.[12]

### Diễn viên phụ
- Cha Seong-je trong vai Park Seung-jae: Con trai của Joo-ran và Jae-ho.[13]
- Jung Woon-sun trong vai Oh Hae-soo: Hàng xóm của Joo-ran và Jae-ho.[14]
- Jung Hee-tae trong vai Do-kyung: một sĩ quan cảnh sát.[15]
- Cha Mi-kyung trong vai mẹ của Sang-eun mắc chứng mất trí nhớ.[16]
- Woo Hyun trong vai nhân viên bảo vệ tại căn hộ nơi Sang-eun sống.[17]
- Yoon Ga-i[18]

## Tỷ lệ người xem
| Mùa | Mùa | Số tập | Số tập | Số tập | Số tập | Số tập | Số tập | Trung bình |
| Mùa | Mùa | 1      | 2      | 3      | 4      | 5      | 6      | Trung bình |
| --- | --- | ------ | ------ | ------ | ------ | ------ | ------ | ---------- |
|     | 1   | 226    | 283    | 433    | 519    | 378    | 499    | 506        |

| Tập | Ngày phát sóng      | Tỷ lệ người xem trung bình (Nielsen Korea) | Tỷ lệ người xem trung bình (Nielsen Korea) |
| Tập | Ngày phát sóng      | Toàn quốc                                  | Seoul                                      |
| --- | ------------------- | ------------------------------------------ | ------------------------------------------ |
| 1 | 19 tháng 6 năm 2023 | 1.195% (5th)                               | 1.233% (6th)                               |
| 2 | 20 tháng 6 năm 2023 | 1.249% (5th)                               | 1.189% (5th)                               |
| 3 | 26 tháng 6 năm 2023 | 1.940% (3rd)                               | 2.419% (3rd)                               |
| 4 | 27 tháng 6 năm 2023 | 2.553% (3rd)                               | 3.002% (3rd)                               |
| 5 | 3 tháng 7 năm 2023  | 1.972% (3rd)                               | 2.227% (2nd)                               |
| 6 | 4 tháng 7 năm 2023  | 2.456% (3rd)                               | 3.078% (3rd)                               |
| 7 | 10 tháng 7 năm 2023 | 2.262% (2nd)                               | 2.629% (2nd)                               |
| 8 | 11 tháng 7 năm 2023 | 2.974% (2nd)                               | 3.231% (2nd)                               |
| Trung bình | Trung bình          | 2.075%                                     | 2.376%                                     |
| - Trong bảng trên, các số màu xanh biểu thị xếp hạng thấp nhất và các số màu đỏ biểu thị xếp hạng cao nhất. - Loạt phim này được phát sóng trên kênh truyền hình cáp/truyền hình trả tiền thường có lượng khán giả tương đối nhỏ hơn so với truyền hình miễn phí/đài truyền hình công cộng (KBS, SBS, MBC và EBS). |                     |                                            |                                            |